# 今日も眠れない
『今日も眠れない』（きょうもねむれない）は、岡村孝子の通算2枚目のシングル。1986年1月22日発売。発売元はファンハウス（現・ソニー・ミュージックレーベルズ）。
当初シングル・レコードとしてリリースされ、のちにCDシングルも発売された。

## 解説
軽く風刺の効いた作風が特徴的。
カップリング曲は、1枚目のアルバム『夢の樹』（1985年10月19日）収録、「ピエロ」のリミックス・バージョン。ノリがよく、コンサートでも盛り上がるため、特にアンコールで歌われることが多い。

## 収録曲
1. 今日も眠れない　（4:17）
  - 作詞・作曲: 岡村孝子 、編曲: 萩田光雄
2. ピエロ 〜Remix Version〜　（4:29）
  - 作詞・作曲: 岡村孝子 、編曲: 萩田光雄

## 楽曲の収録作品
- 今日も眠れない
  - 私の中の微風　（2nd アルバム）
  - HISTOIRE
  - T's BEST season 1
- 今日も眠れない （Remix）
  - After Tone
- 今日も眠れない （Remix）
  - Ballade[注 1]
- ピエロ
  - 夢の樹　（1st アルバム）
  - DO MY BEST
- ピエロ （Remix Version）
※アルバム未収録[注 2]
- ピエロ （Remix）
  - After Tone